# Matija Koželj
Matija Koželj, slovenski slikar, * 7. februar 1842, Vesca, † 26. februar 1917, Kamnik.

## Življenjepis
Oče mu je bil Pavel Kozel, mati mu je bila Marjana (rojena Keršič). Matija Koželj je ljudsko šolo obiskoval v Vodicah, kjer ga je učil kaplan
Mihael Peternel, ki mu je dajal pobudo za risanje in ga še pozneje v Ljubljani vodil in seznanjal s slikarji. V letih 1860 do 1862 se je učil na risarski šoli na ljubljanski realki pod vodstvom prof. Joachima Oblaka. Leta 1865 se je naselil v Kamniku, kjer je imel slikarsko delavnico. To leto je naslikal križev pot v Dobu. Leta 1878 se je študijsko izpopolnjeval v Gradcu in Dunaju, 1900 pa v Italiji. Naslikal je številne oltarne podobe, križeve pote in božje grobove. S freskami je okrasil mnogo cerkva predvsem na Gorenjskem in Dolenjskem.

## Delo
Koželj je v svojem življenju je dovršil okoli 20 križevih potov, slikal je na moker omet: leta 1869 pri Sv. Trojici nad Vrhniko, svetišče; 1874 veliki oltar v Mengšu; 1881 štiri stenske slike v prezbiteriju v Kamniku; 1884 svetišče na Bohinjski Bistrici; 1886 svetišče v Komendi; 1889 obok v Cerkljah na Gorenjskem; 1890 v Ribnici sv. Uršulo in tretji red sv. Frančiška; 1893 župnijsko cerkev v Gorjah; 1896/1897 cerkev v Šentrupertu; 1901 proštijsko kapelico v Novem mestu; 1902 frančiškansko cerkev v Novem mestu; 1903 ladjo župnijske cerkve in 1904 svetišče v Trebnjem; 1905 svetišče župnijske cerkve na Homcu; 1906 svetišče v Zgornjem Tuhinju; 1907 ladjo župnijske cerkve v Zapogah in svetišče župnijske cerkve v Vodicah; 1908 ladjo župnijske cerkve v Kamniku; 1910 Božji grob v cerkvi sv.Petra v Trnovem-Ilirska Bistrica; 1912/1913 ladjo v Vodicah, kupolo na Homcu itd. Poleg fresk je naslikal tudi mnogo oltarnih oljnatih slik in pokrajin; zlasti zadnja leta ga je krajinsko slikarstvo močno veselilo.